# NGC 234
NGC 234 (również PGC 2600 lub UGC 463) – galaktyka spiralna z poprzeczką (SBc), znajdująca się w gwiazdozbiorze Ryb. Odkrył ją William Herschel 14 października 1784 roku.